# Вайя (деревня)
Ва́йя (фин. Käppälä) — деревня в Гатчинском муниципальном округе Ленинградской области.

## История
На карте Санкт-Петербургской губернии 1792 года А. М. Вильбрехта деревня была обозначена как Ванья.
На «Топографической карте окрестностей Санкт-Петербурга» Военно-топографического депо Главного штаба 1817 года — как деревня Воя из 4 дворов.
Под названием Воия деревня из 6 дворов упоминается на «Топографической карте окрестностей Санкт-Петербурга» Ф. Ф. Шуберта 1831 года.

ВАИЯ — деревня принадлежит Самойловой, графине, число жителей по ревизии: 12 м. п., 10 ж. п. (1838 год)

Согласно карте Ф. Ф. Шуберта 1844 года деревня называлась Ваия.

ВАЙЯ — деревня Царскославянского удельного имения, по просёлочной дороге, число дворов — 8, число душ — 32 м. п. (1856 год)

Согласно «Топографической карте частей Санкт-Петербургской и Выборгской губерний» в 1860 году деревня называлась Ваия и состояла из 6 крестьянских дворов.

ВАИЯ (КЯПЕЛЕВО) — деревня удельная при реке Ижоре, число дворов — 15, число жителей: 35 м. п., 20 ж. п. (1862 год)

В 1879 году деревня Ваия насчитывала 6 дворов.

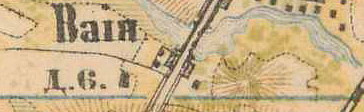
План деревни Вайя. 1885 год

В 1885 году деревня снова насчитывала 6 дворов.
В конце XIX века деревня административно относилась к Мозинской волости 1-го стана Царскосельского уезда Санкт-Петербургской губернии, в начале XX века — 4-го стана.
К 1913 году количество дворов увеличилось до 12.
Согласно данным переписи населения СССР 1926 года в деревне Вайя Романовского сельсовета Троцкой волости Троцкого уезда проживал 61 человек — в основном финны, а также две русских семьи.

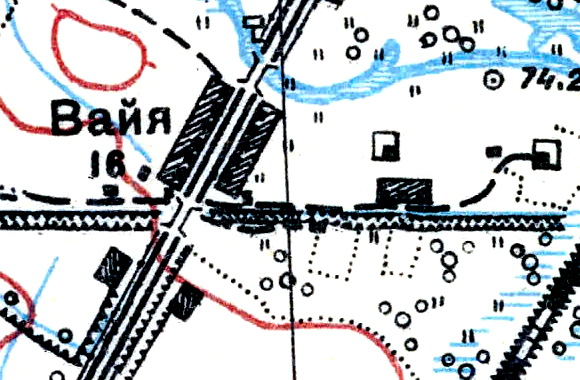
План деревни Вайя. 1931 год

Согласно топографической карте 1931 года деревня насчитывала 16 дворов.
На карте 1933 года деревня обозначена как  Валя и входила в состав Романовского финского национального сельсовета Красногвардейского района.
По данным 1966 и 1973 года деревня Вайя входила в состав Большетаицкого сельсовета.
По данным 1990 года деревня Вайя входила в состав Веревского сельсовета.
В 1997 году в деревне проживали 29 человек, в 2002 году — 56 человек (русские — 82%).
По состоянию на 1 января 2006 года в деревне насчитывалось 20 домохозяйств и 53 дачи, общая численность населения составляла 77 человек, в 2007 году — 73 человека.

## География
Деревня расположена в северной части района на автодороге Р23 «Псков» (E 95, Санкт-Петербург — граница с Беларусью).
Расстояние до административного центра поселения, деревни Малое Верево — 2 км.

## Демография
| 1862 | 2006 | 2007 | 2010 | 2017 |
| ---- | ---- | ---- | ---- | ---- |
| 55   | ↗77  | ↘73  | ↗108 | ↗283 |

### Национальный состав
Согласно данным Всероссийской переписи населения 2021 года в деревне проживали 659 человек, из них:
 русские — 625, грузины — 15, абхазы — 6, эстонцы — 3, татары — 2, армяне — 1, другие национальности — 5 человек, остальные национальность не указали.

## Транспорт
От Гатчины до Вайи можно доехать на автобусах № 107, 431, 527.
От Санкт-Петербурга до Вайи можно доехать на автобусах № К-18, К-18А, К-100, 431.
В 1 км от деревни расположена железнодорожная платформа Новое Мозино.

## Улицы
1-й Царскосельский проезд, 2-й Царскосельский проезд, 3-й Царскосельский проезд, Александра Невского, Болотная, Екатерининская, Елизаветинская, Железнодорожная, Зелёная, Зелёный переулок, Ижорская, Киевское шоссе, Марченкова, Полевая, Потёмкинская, Проездная, Путейная, Солнечная, Царскосельский бульвар, Цветочная, Шуваловская, Юсуповская.